# ГЕС Колідер
ГЕС Колідер (порт. Usina Hidrelétrica de Colíder) — гідроелектростанція, що споруджується в центральній частині Бразилії у штаті Мату-Гросу. Знаходячись між ГЕС Сіноп (вище за течією, станом на 2018 рік також у стадії спорудження) та ГЕС Телес-Пірес, входить до складу каскаду на річці Телес-Пірес (правий виток Тапажос, котра, своєю чергою, є правою притокою Амазонки).
У межах проєкту річку перекриють земляною/кам'яно-накидною греблею висотою 36 метрів та довжиною 1525 метрів. Вона утримуватиме водосховище площею поверхні 172 км2 та об'ємом 1,5 млрд м3, при цьому його рівень в операційному режимі не змінюватиметься та знаходитиметься на позначці 272 метри НРМ. Заповнення сховища почалось наприкінці літа 2017-го та завершилось у січні 2018 року.
Машинний зал обладнають трьома турбінами типу Каплан потужністю по 102,3 МВт, які при напорі у 22,9 м забезпечуватимуть виробництво прибл. 1,5 млрд кВт·год електроенергії на рік.
Видача продукції відбуватиметься по ЛЕП, розрахованій на роботу під напругою 500 кВ.